# Tunnel routier du Kerenzerberg
Le tunnel du Kerenzerberg (Kerenzertunnel en allemand) est un tunnel autoroutier à deux galeries situé dans le canton de Glaris en Suisse. Il se trouve sur le tronçon de l'autoroute A3 longeant le lac de Walenstadt et mesure 5 760 mètres de long. 